# 박충모
박충모(朴忠模, 1894년 5월 17일 원주 ~ 1977년 1월 12일)는 의사 출신으로 제4,5대 국회의원을 지낸 대한민국의 정치인이다.
의료인. 정치인. 함남 북청출신. 본관은 밀양(密陽), 아버지는 민훈(敏訓)이시다.
북청농업고등학교 졸업, 1926년 경성의전(京城醫學)을 졸업하고 1933년 삼산병원을 인수 원주에서 최초로 의료사업을 시작한 한국인이다. 1945년 해방 후 한민당 입당 후 신익희, 조병옥과 같이 건국 운동에 참여 하면서 정계에 입문하였다. 자유당 때는 민주당에 입당하여 독재에 대항하여 여촌야도(與村野都)의 일반적인 현상을 뒤엎고 강원도에서 투쟁한 사실은 특기할 사항이다. 1958년 제4대와 1960년 제5대 국회의원으로 원주에서 당선되었다. 제4대 때는 국방분과위원으로 국정감사 때 부정을 파헤쳐 1959년 숙군(肅軍)을 하는데 크게 기여하였다. 제5대 때에는 민사분과 위원장을 역임하였다. 건국공로훈장을 받았으며 묘소는 단계동 무상골에 있다

## 업적 & 약력
<업적>
- 인제, 원주 공의
- 1933 삼산의원 설립(원주 최초로 의료사업 시작)
- 제 4, 5대 국회의원(민주당)
- 국방분과위원장, 민사분과위원장
- 민주당 강원도당 위원장
- 민주당 중앙위원
- 강원도의회 의장
- 국회 보건사회위원회(보건복지위원회) 위원장
- 민주당 강원도당 고문
- 3선 개헌 반대 범국민 투쟁위원회 위원
- 건국공로 훈장 수여

<약력>
- 경성의학전문학교 졸업

- 인제, 원주 공의
- 강원도의회 의장
- 민주당 강원도당 위원장

- 민주당 중앙위원

## 역대 선거 결과
|  | 40.45% |

|  | 31.23% |

## 참고자료
- 박충모 - 대한민국헌정회